# Historia del Museo del Prado

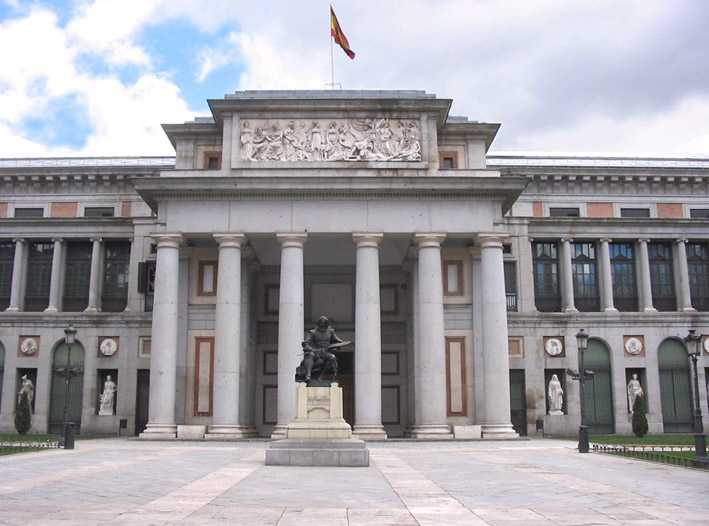
Fachada del Museo del Prado; enfrente se halla la estatua del pintor sevillano Diego Velázquez, principal maestro de la pintura española en el.

El Museo Nacional del Prado está localizado en Madrid, España, y es considerado uno de los museos pictóricos más importantes del mundo, pues en su interior alberga amplias colecciones de pintura ilustrativas de la historia europea entre la Edad Media y principios del siglo XX, con especial énfasis en España. El grueso de sus obras más selectas procede de la Colección Real española, reunida por los sucesivos monarcas españoles entre los siglos XVI y XIX.
Alberga las mejores selecciones de pintura del Greco, Diego Velázquez y Francisco de Goya (escuela española); de Tiziano (italiana), y del Bosco y Rubens (flamenca). Sumadas a los extensos fondos de otros múltiples artistas, así como a valiosos ejemplos de escultura, dibujo y artes decorativas, resultan imprescindibles no sólo artísticamente, sino también históricamente.

## Precedentes

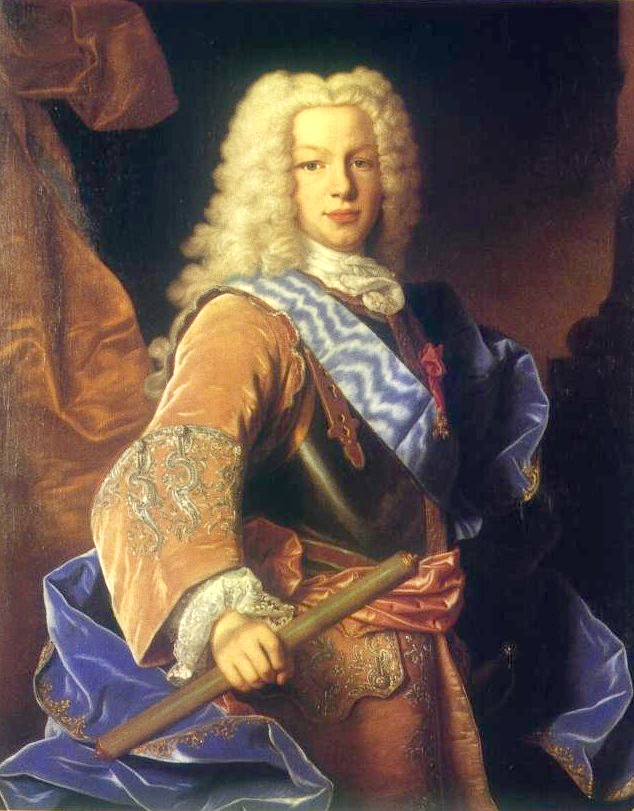
Fernando VI, rey de España que intentó construir por primera vez un museo de artes y escultura. La muerte de su esposa, Bárbara de Braganza lo sumió en una profunda depresión que le llevó a la muerte en 1759, por lo que su proyecto quedó inconcluso.

El germen del museo se suele datar en el siglo XVIII, época en la que se sucedieron varias propuestas (de ministros del gobierno y artistas) para la creación de un centro que albergase fondos selectos de las bellas artes. Pero ya en épocas anteriores se había impuesto la convicción de que la Colección Real entrañaba singular importancia en el contexto europeo. De hecho, ya hacia 1651, Velázquez intervino en la redecoración de varias estancias del monasterio de El Escorial, con el propósito de exhibir una selección de obras en atención a los visitantes extranjeros que acudían en número creciente.
La idea de un museo de artes en España propiamente dicho surgió del rey Fernando VI, alrededor de 1757. Sin embargo, al año siguiente, Bárbara de Braganza, reina consorte y principal impulsora del museo, falleció, y el rey se sumió en una depresión que le llevó a la muerte en 1759. Carlos III, hermano de Fernando y su sucesor en la Corona española, abandonó el proyecto de su antecesor y en cambio tomó el de la construcción de un Museo dedicado a las ciencias naturales, para el que encargó a Juan de Villanueva la construcción de la actual sede del Prado. Las obras se desarrollaron a buen ritmo, aunque dicho rey no llegó a verlas concluidas.
Fue en tiempos de su hijo, Carlos IV, rey entre 1788 y 1808, cuando el edificio del Paseo del Prado quedó casi concluido, pero su futuro uso distaba de quedar claro. Carlos IV pensó en retomar el proyecto de una pinacoteca perfilado en tiempos de su tío Fernando VI, pero la parálisis económica del reino, aunada al estallido de la Revolución francesa impidió su realización.
En 1808, Napoleón Bonaparte invadió España desatando así la Guerra de la Independencia Española. José I Bonaparte, hermano del soberano francés, fue nombrado rey de España en sustitución de Carlos IV. Este rey intruso, muy impopular, fue quien realmente plasmó por escrito la creación del primer Museo de Pinturas en Madrid, el antecedente más cercano del Museo del Prado, conocido por la historiografía como Museo Josefino, aunque realmente nunca llegase a tener oficialmente tal nombre. Con la creación de dicha institución, José Bonaparte pretendía emular a otras cortes europeas, que ya contaban con museos similares, y de paso frenar el expolio de arte español que en buena medida era propiciado por su propio hermano Napoleón. La inestabilidad del gobierno de Bonaparte impidió el desarrollo de la obra. El decreto de fundación, con todo, llegó a publicarse el 21 de diciembre de 1809.

## Inicios del museo

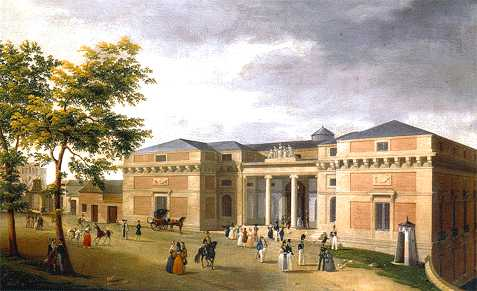
Vista de la entrada al Real Museo por el lado de San Jerónimo por Fernando Brambila. Una panorámica del aspecto original de la fachada norte del edificio, antes del comienzo de las obras que, a partir de 1881 y siendo director de la pinacoteca Federico de Madrazo, hicieron desaparecer la rampa de acceso a la planta principal, rampa que sería sustituida por una escalera trazada en 1883 por Francisco Jareño y luego reformada por Pedro Muguruza en 1943. Varias personas pasean ante el edificio, en tanto que algunos guardias reales custodian el tesoro artístico en él conservado. A la izquierda, entre los árboles, se aprecian las arcadas del Monasterio de San Jerónimo el Real.

Después de la ocupación francesa, Fernando VII fue proclamado nuevo monarca de España y regresó triunfante a Madrid en 1814. En ese mismo año, se mostró receptivo a las propuestas de su esposa, Isabel de Braganza (1797-1818), sobre el proyecto del museo. La reina Isabel había encontrado documentos de Carlos III dirigidos a Anton Raphael Mengs, pintor alemán de gran ascendiente en la corte de finales del siglo XVIII, sugiriéndole apoyo para crear el museo. Aun entonces, se barajaba como futura sede el Palacio de Buenavista, frente a la Fuente de Cibeles, pero basándose en los planos encontrados, doña Isabel dio impulso a la fundación del Museo Real de Pintura y Escultura en el edificio diseñado por Villanueva, que había resultado muy dañado durante la invasión. Fernando VII aportó dinero de su bolsa personal para techar y acondicionar unas pocas salas.
El horario original estaría abierto al público únicamente los miércoles de cada semana desde las nueve de la mañana hasta las dos de la tarde.

El Museo Nacional del Prado, desde que fue inaugurado en 1819 y a lo largo de su historia centenaria, ha cumplido con la alta misión de conservar, exponer y enriquecer el conjunto de las colecciones y obras de arte que, estrechamente vinculadas a la historia de España, constituyen una de las más elevadas manifestaciones de expresión artística de reconocido valor universal. El puesto que ocupa el Museo del Prado como relevante institución cultural de nuestro país se fundamenta en la extraordinaria riqueza de sus colecciones, cuyo valor artístico e identidad histórica se asientan en un singular origen y ejemplar formación. En grandes rasgos, su patrimonio actual se basa en la integración de la colección de los Reyes de España, los fondos del decimonónico Museo de la Trinidad procedentes de instituciones religiosas desamortizadas, y, finalmente, un siglo más tarde, las obras del siglo XIX segregadas del también desaparecido Museo de Arte Moderno.
Ley Museo Nacional del Prado.

Isabel de Braganza murió en 1818, por complicaciones en su segundo parto, y no llegó a ver concluida su obra. El 19 de noviembre de 1819 se inauguró discretamente el Museo Real de Pinturas, denominación inicial de la institución. Se culminó así un proyecto esbozado ya en tiempos de Carlos IV: la fundación de un museo a la imagen del Louvre de París, que exhibiera las piezas más escogidas de la Colección Real. Contaba entonces con trescientos once cuadros, expuestos en tres salas, todos ellos de pintores de la escuela española, aunque almacenaba muchos más. En años sucesivos se fueron añadiendo nuevas salas, según se iban ejecutando los trabajos de terminación del edificio, y obras de arte. Inicialmente, hasta la nacionalización de la colección tras La Gloriosa, el museo fue una dependencia más del Patrimonio de la Corona. Por este motivo, se recibieron muchos envíos desde los palacios y monasterios reales, pero también hubo algunas obras que posteriormente fueron expedidas a nuevas ubicaciones. Es el caso de San Fernando ante la Virgen, de Luca Giordano, que en 1828 fue trasladado al Palacio de El Pardo.
Precisamente la vinculación de la colección a la Corona planteó un grave problema a la muerte de Fernando VII, por su división testamentaria entre Isabel II y su hermana, María Luisa Fernanda. La ejecución de dicho testamento fue aplazada hasta la mayoría de edad de Isabel. Ante la duda de si todos los bienes incluidos en los inventarios podían considerarse de la herencia libre del rey, se nombró una comisión, que en 1844 emitió un informe en el que, si bien reconoció que las disposiciones testamentarias a lo largo de la historia de los monarcas españoles eran demasiado imprecisas y variables como para permitir fijar una tradición, manifestó su oposición en cualquier caso a una división, por ser bienes que en su mayoría pertenecían a la Corona española desde épocas muy remotas. Por ello, propuso como solución:

«...Hacer V.M. de su propiedad, mediante una equitativa indemnización legalmente convenida, todos los muebles y efectos de todas clases adjudicados á su Augusta Hermana, que no siendo aplicables á su uso particular, se hallan destinados al servicio y adorno de los Palacios de V.M.»

Informe que fue aprobado por la reina, de conformidad con su madre y su hermana.
Tras el destronamiento en 1868 de Isabel II, el museo pasó a formar parte de los «bienes de la Nación» mediante la Ley de 18 de diciembre de 1869, que abolió el patrimonio de la Corona. Esta ley, no obstante, estableció un conjunto de bienes destinados al uso y servicio del monarca, pero entre ellos no incluyó al museo.
En 1872 se suprimió el Museo de la Trinidad, creado a partir de obras de arte requisadas en virtud de la Ley de Desamortización de Mendizábal (1836), y sus fondos fueron traspasados al Prado. Tras esta fusión, el Prado fue renombrado Museo Nacional de Pintura y Escultura, designación que hasta entonces había tenido el Museo de la Trinidad. Esta denominación se mantuvo hasta 1920, año en que por Real Decreto de 14 de mayo recibió oficialmente la actual de Museo Nacional del Prado, que era como se lo conocía habitualmente ya con anterioridad, por haberse construido el edificio en terrenos del antiguo Prado de los Jerónimos.

## DelsigloXIXa la actualidad

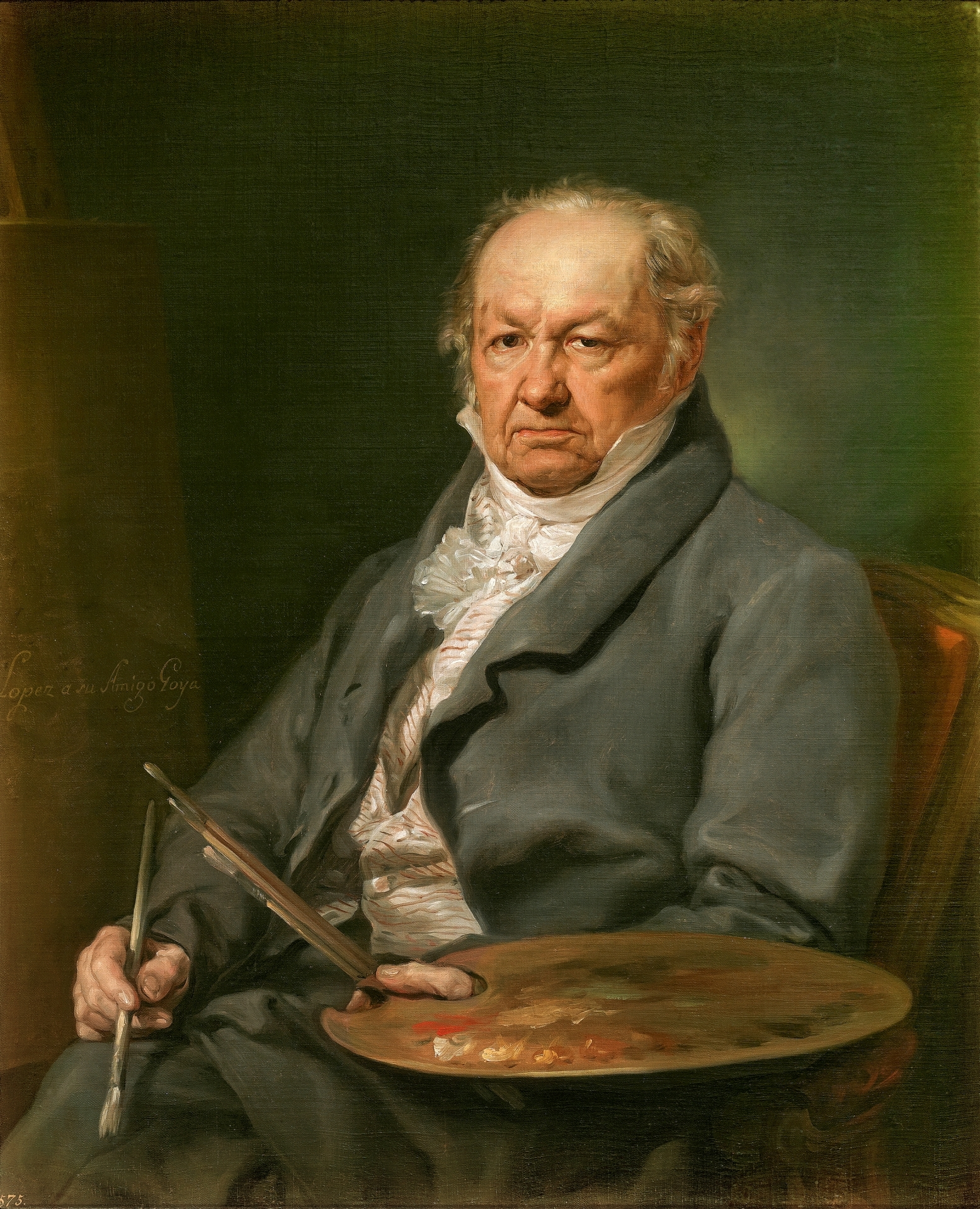
El pintor Francisco de Goya por Vicente López. De la obra de Goya, pintor vivo en el momento de la inauguración del Prado (1819), tiene el Museo, de lejos, la mejor colección que existe a nivel mundial.

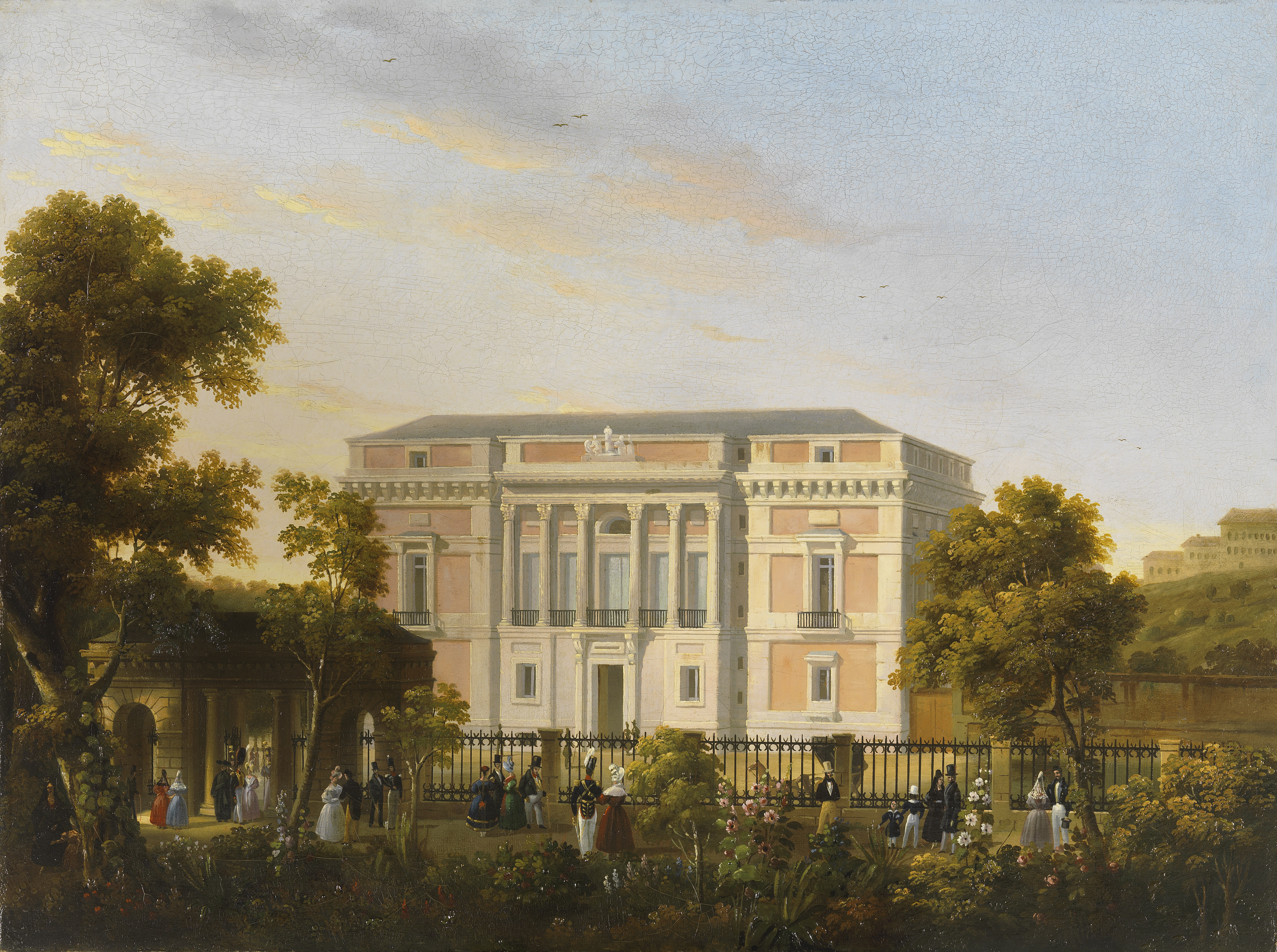
Vista de la fachada sur del Museo del Prado desde el interior del Jardín Botánico (hacia 1835), óleo sobre lienzo, 43 × 51 cm, por José María Avrial.

La organización directiva del museo presenta tres etapas, a saber:
- Etapa del absolutismo: En esta fase, la dirección del museo era designada por la oficina del rey, y estaba ligada a los juegos políticos de la época. Recibe su nombre ya que ocurrió en la época de los monarcas absolutos como Fernando VII y su hija Isabel II.
- Artística: Al caer Isabel II, la tarea de dirigir el Prado pasó a manos de los artistas, como Federico Madrazo.
- Historiadores del arte: Los estragos de la Guerra Civil llevaron a Francisco Franco a ceder estos puestos a los intelectuales conocedores de museografía, como Francisco Javier Sánchez Cantón, designado en 1960.

Fernando VII nombró como director del Prado a José Gabriel de Silva-Bazán y Waldstein, mayordomo mayor del Palacio de Oriente y Marqués de Santa Cruz. A este personaje sucedieron en el cargo el Príncipe de Anglona, el marqués de Ariza y el duque de Híjar, asesorados cada uno por los pintores Luis Eusebi, Vicente López y José de Madrazo. El duque de Híjar obtuvo el Cristo crucificado, obra de Velázquez.
Tras la muerte de Fernando VII en 1833, y la serie de las Guerras Carlistas, Isabel II ocupó el trono. En ese momento la aún joven institución vivió su primera crisis, cuando por cuestiones hereditarias se planteó tasar y dividir la colección (aún de propiedad real) entre la reina y su hermana. Finalmente, esta última fue indemnizada y la colección permaneció unida.
En 1865, siendo director del Museo Federico de Madrazo, pintor español, se decidió que la colección del museo se organizara por escuelas, y pasase a denominarse Museo del Prado. Muchas de las pinturas en El Escorial fueron trasladadas al Prado, y también el Tesoro del Delfín. Otro hecho que marcó la historia del museo sucedió en 1872, cuando Amadeo I anexó el Museo de la Trinidad, con sus respectivos fondos de pintura y escultura al Museo del Prado. Al igual que el Museo de la Trinidad, muchos monasterios españoles de Ávila, Segovia y Toledo corrían riesgo de perder su patrimonio por acción de la desamortización decretada en 1835 por Juan Álvarez Mendizábal, entonces ministro de Hacienda. Pero solo cien obras fueron seleccionadas para ingresar al Prado, mientras que el resto se dispersó por toda la península ibérica.
La historia del Museo del Prado es en gran medida un reflejo de la situación política española: Tras la caída de Isabel II, Amadeo de Saboya fue nombrado monarca español y trató de remediar la difícil situación económica por la que pasaba el Prado, pero las deficiencias se debían no sólo al dinero, sino también a una gestión personalista y poco profesional. El cronista Mariano de Cavia, con un artículo periodístico falso, simuló que la noche del 24 de marzo de 1891 el Prado había sufrido un incendio. La población de Madrid acudió alarmada al museo, comprobando que todo había sido una llamada de atención. La alarma de Cavia estaba justificada: personal del museo vivía y cocinaba en el edificio, para lo que se almacenaba leña, con el consecuente riesgo. La polémica forzó a adoptar medidas, aunque los suelos de madera de las salas no se sustituirían por mármol hasta bien entrado el siglo XX.

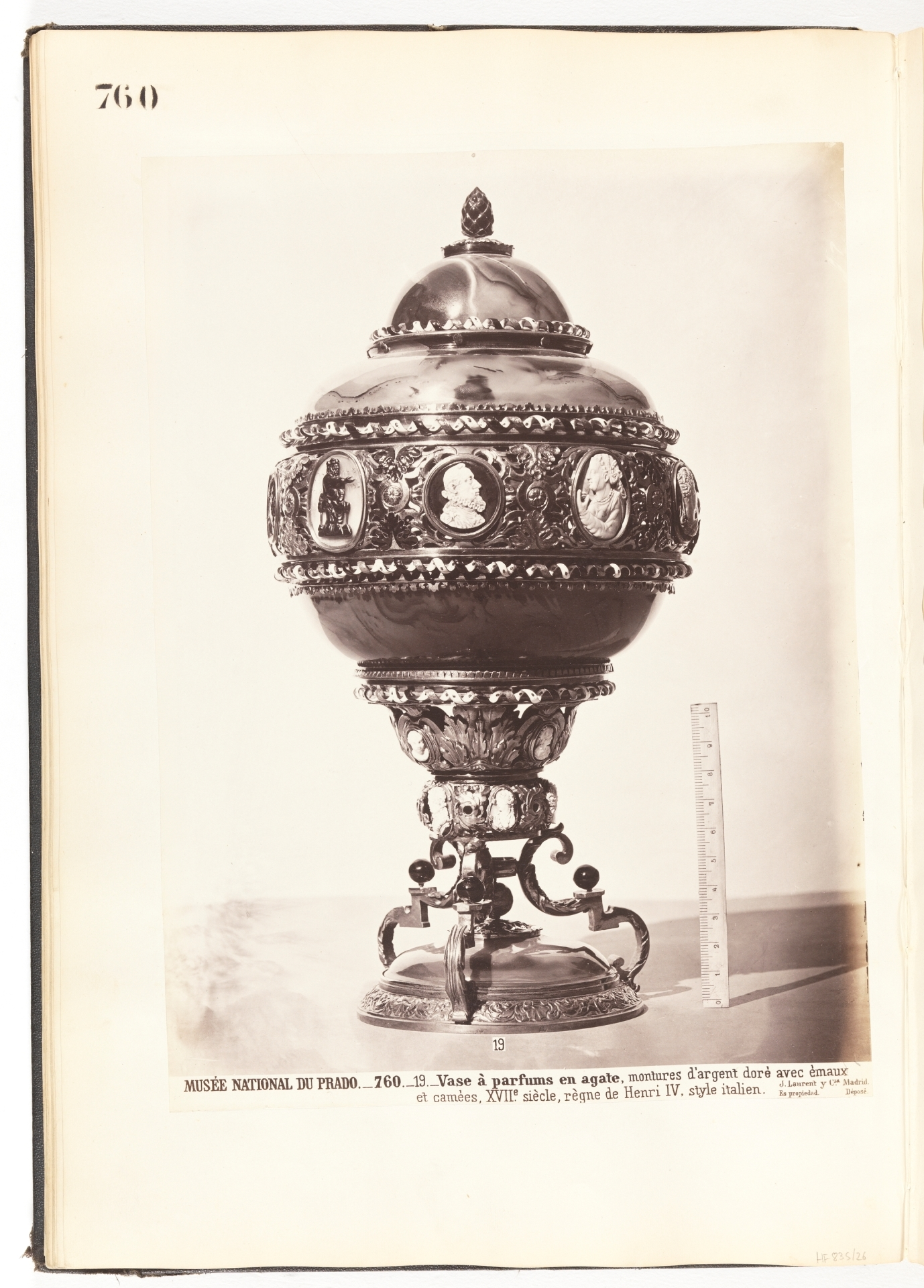
Vaso para perfumes de ágata. Pieza integrante del Tesoro del Delfín robada en 1918 de la que solo se conservan algunos camafeos. Fotografía de hacia 1879 de Jean Laurent.

Sin embargo, en 1918 sí se descubrió un daño real, el expolio del Tesoro del Delfín, realizado por un empleado del propio museo. La mayoría de las piezas pudieron recuperarse, salvo once, pero treinta y cinco de ellas con daños muy severos, despojadas de muchas de sus guarniciones de piedras y metales preciosos. El suceso, el más grave en la historia de la institución, le costó el puesto a su director, el pintor José Villegas Cordero, y supuso el cierre cautelar de los estudios que los artistas tenían en la pinacoteca. 
Durante la guerra civil española, se intentó preservar la colección de pinturas de los bombardeos, por lo que se trasladaron primero a Valencia y más tarde a Ginebra, Suiza. En el trayecto a esta última ciudad, el camión que llevaba la obra La carga de los mamelucos de Francisco de Goya chocó con un balcón. La pintura sufrió daños relevantes, que fueron reparados discretamente. Ya en 2008, dichos daños fueron subsanados de forma ya definitiva, reintegrando los detalles perdidos mediante el uso de fotografías antiguas. Tras la contienda los cuadros regresaron a España.
En 1980 se constituyó la Fundación Amigos del Museo del Prado, impulsada por el historiador de arte Enrique Lafuente Ferrari, que fue también su primer presidente.
En 2007 y tras cinco años de obras se inauguró la mayor ampliación en la historia del Museo, en diseño proyectado por el arquitecto Rafael Moneo.